# La Chapelle-en-Vercors
Pour les articles homonymes, voir La Chapelle.
La Chapelle-en-Vercors est une commune française située dans le département de la Drôme en région Auvergne-Rhône-Alpes.

## Géographie

### Situation et description
La commune de La Chapelle-en-Vercors est située dans une zone de moyenne montagne (le massif du Vercors). D'aspect essentiellement rural, elle est traversée par le 45e parallèle nord, est de ce fait située à égale distance du pôle Nord et de l'équateur terrestre (environ 5 000 km).

### Relief et géologie
La commune se situe dans un secteur au relief montagneux. Les sites sont, notamment :
- Col de Carri
- Col de la Sarna
- Col du Maupas
- Combe de Loscence
- Combe du Fau
- Combe Freydière
- Combe Libouse
- Combe Noire
- Croix de Châtelard (1 026 m)
- Grand Serre (nord, 1 129 m)
- Grand Serre (sud, 1 152 m)
- l'Aigue (1 179 m)
- la Sacha
- les Grands Goulets
- Puy de Bois en Vercors (1 524 m)
- Roche des Arnauds (1 408 m)
- Roche du Mas
- Roche Merlière
- Rocher d'Échevis
- Rocher du Guignon
- Rochers de la Martelle
- Rochers du Courba
- Serre Blanc
- Serre Charbonnière
- Serre des Pendus
- Serre du Débat
- Serre du Serpent
- Serre la Dame
- Serre la Graille (1 059 m)
- Serre la Poule

Albournouse est un mont attesté en 1891. Il était dénommé Puteus d'Arbonosa en 1318 (archives de la Drôme, fonds du Vercors) et le puits d'Arbounouse au XIXe siècle (carte d'état-major).
En 2014, plusieurs sites sont classés à l'« Inventaire du patrimoine géologique » :
- la « plaine karstique ("poljé") de Darbounouse », sur les Hauts-Plateaux du Vercors, est un site géologique remarquable de 77,4 hectares, qui se trouve à 1 300 mètres d'altitude environ, sur les communes de La Chapelle-en-Vercors (au lieu-dit Darbounouse), de Saint-Agnan-en-Vercors et de Saint-Andéol ;
- la « reculée des Grands Goulets » est un site géologique remarquable de 1 645,95 hectares, parcouru par la Vernaison, qui se trouve dans les communes de Châtelus (au lieu-dit Grands Goulets), La Chapelle-en-Vercors, Échevis, Sainte-Eulalie-en-Royans, Saint-Julien-en-Vercors, Saint-Laurent-en-Royans, Saint-Martin-en-Vercors et Pont-en-Royans.

### Hydrographie
La commune est arrosée par la Vernaison.

### Climat
Pour des articles plus généraux, voir Climat d'Auvergne-Rhône-Alpes et Climat de la Drôme.
En 2010, le climat de la commune est de type climat de montagne, selon une étude du CNRS s'appuyant sur une série de données couvrant la période 1971-2000. En 2020, Météo-France publie une typologie des climats de la France métropolitaine dans laquelle la commune est exposée à un climat de montagne ou de marges de montagne et est dans la région climatique  Alpes du nord, caractérisée par une pluviométrie annuelle de 1 200 à 1 500 mm, irrégulièrement répartie en été. 
Pour la période 1971-2000, la température annuelle moyenne est de 8,6 °C, avec une amplitude thermique annuelle de 16,3 °C. Le cumul annuel moyen de précipitations est de 1 193 mm, avec 10,1 jours de précipitations en janvier et 6,5 jours en juillet. Pour la période 1991-2020, la température moyenne annuelle observée sur la station météorologique installée sur la commune est de 9,4 °C et le cumul annuel moyen de précipitations est de 1 325,7 mm,. Pour l'avenir, les paramètres climatiques de la commune estimés pour 2050 selon différents scénarios d'émission de gaz à effet de serre sont consultables sur un site dédié publié par Météo-France en novembre 2022.
| Mois                                  | jan.             | fév.            | mars           | avril           | mai             | juin          | jui.          | août           | sep.            | oct.          | nov.           | déc.           | année      |
| ------------------------------------- | ---------------- | --------------- | -------------- | --------------- | --------------- | ------------- | ------------- | -------------- | --------------- | ------------- | -------------- | -------------- | ---------- |
| Température minimale moyenne (°C)     | −2,6             | −2,7            | −0,3           | 2,7             | 6,4             | 9,6           | 11,5          | 11,4           | 8,1             | 5,6           | 1,2            | −1,7           | 4,1        |
| Température moyenne (°C)              | 1,6              | 1,9             | 5              | 8,2             | 12              | 15,8          | 18,2          | 17,9           | 13,7            | 10,6          | 5,4            | 2,3            | 9,4        |
| Température maximale moyenne (°C)     | 5,7              | 6,5             | 10,3           | 13,7            | 17,7            | 22            | 24,8          | 24,4           | 19,4            | 15,6          | 9,5            | 6,2            | 14,7       |
| Record de froid (°C) date du record   | −17,9 05.01.1995 | −20,7 05.02.12  | −16,9 01.03.05 | −6,1 05.04.1996 | −3,5 15.05.1995 | −0,1 04.06.01 | 3,1 17.07.00  | 0,9 31.08.1995 | −0,8 30.09.1995 | −7,3 30.10.12 | −12,8 27.11.05 | −17,2 30.12.05 | −20,7 2012 |
| Record de chaleur (°C) date du record | 19,1 10.01.15    | 19,6 20.02.1998 | 21,6 24.03.01  | 25,2 28.04.12   | 31,6 22.05.22   | 33,5 22.06.03 | 35,5 18.07.23 | 37,4 13.08.03  | 30,6 04.09.16   | 28,8 09.10.23 | 21,9 08.11.15  | 20 31.12.21    | 37,4 2003  |
| Précipitations (mm)                   | 107,6            | 94,6            | 102,7          | 116,5           | 132             | 90,9          | 89,6          | 93,4           | 119,8           | 119,7         | 147,3          | 111,6          | 1 325,7    |

### Voies de communication et transports
La commune est desservie par les routes départementales RD 103, 103A, 178, 199, 256 et 518.

## Urbanisme

### Typologie
Au 1er janvier 2024, La Chapelle-en-Vercors est catégorisée commune rurale à habitat dispersé, selon la nouvelle grille communale de densité à 7 niveaux définie par l'Insee en 2022.
Elle est située hors unité urbaine et hors attraction des villes,.

### Occupation des sols
L'occupation des sols de la commune, telle qu'elle ressort de la base de données européenne d’occupation biophysique des sols Corine Land Cover (CLC), est marquée par l'importance des forêts et milieux semi-naturels (73 % en 2018), une proportion sensiblement équivalente à celle de 1990 (73,4 %). La répartition détaillée en 2018 est la suivante : forêts (67,1 %), prairies (18,4 %), zones agricoles hétérogènes (6,7 %), milieux à végétation arbustive et/ou herbacée (5,1 %), zones urbanisées (1,9 %), espaces ouverts, sans ou avec peu de végétation (0,7 %). L'évolution de l’occupation des sols de la commune et de ses infrastructures peut être observée sur les différentes représentations cartographiques du territoire : la carte de Cassini (XVIIIe siècle), la carte d'état-major (1820-1866) et les cartes ou photos aériennes de l'IGN pour la période actuelle (1950 à aujourd'hui).

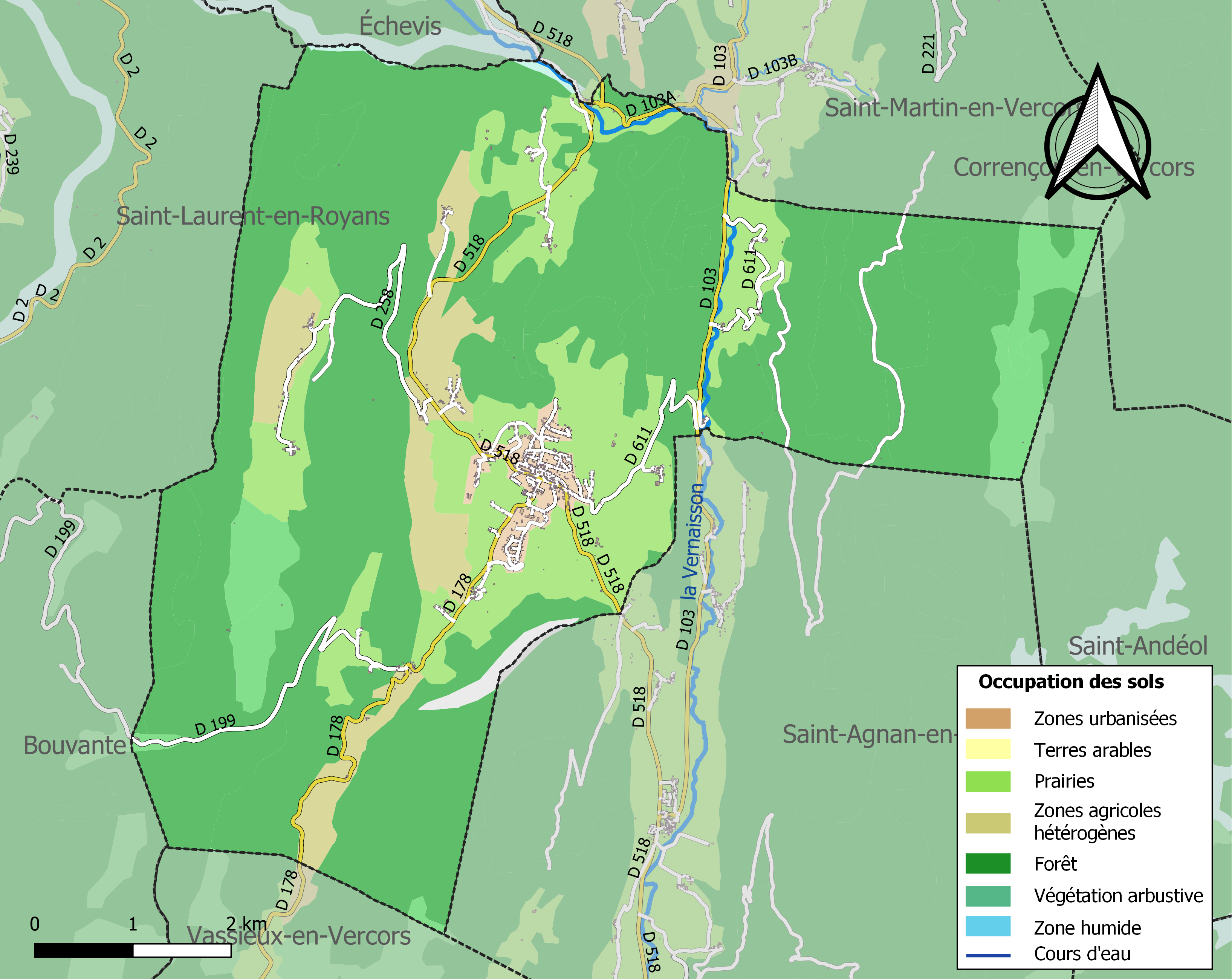
Carte des infrastructures et de l'occupation des sols de la commune en 2018 (CLC).

### Morphologie urbaine

#### Quartiers, hameaux et lieux-dits
Site Géoportail (carte IGN) :
- Baraque de la Sarna
- Baraque Forestière de Pré Valet
- Beaufays
- Bobache
- Bouteyre
- Campaloup
- Canard
- Carrefour de la Royale
- Chapelle Saint-Antoine
- Châtelard
- Combatier
- Crobache
- Darbounouse
- Draye Blanche
- Draye de la Tune
- Favernos
- Foirevieille
- Fort Maret
- Gagnaires
- Grand Creux
- la Baumette
- la Chabertière
- la Cime du Mas
- la Croisette
- la Croix
- la Franconnière
- la Jarjatte
- la Maison Blanche
- la Manche
- la May
- la Rivière
- la Sarna
- la Touche
- le Château
- le Collet
- le Maupas
- le Pavillon
- les Aigaux
- les Appaix
- les Arbussiers
- les Aubanneaux
- les Baraques en Vercors
- les Barnoux
- les Baumes
- les Bayles
- les Bernards
- les Blaches
- les Bruas
- les Bruyères
- les Chaberts
- les Claveyrons
- les Combes
- les Corbettes
- les Corréards
- les Croix
- les Drevets
- les Ferrières
- les Finets
- les Fours
- les Gabriels
- les Gorges
- les Grands Champs
- les Griffes
- les Hayes
- les Jallifiers
- les Jourjons
- les Magnats
- les Matous
- les Merciers
- les Mondains
- les Narses
- les Patins
- les Poudreaux
- les Rages
- les Ramas
- les Réveilles
- les Revoux
- les Rochas
- les Ronnins
- les Salières
- les Scies
- l'Estouble
- l'Évêque
- l'Ubaye
- Martial
- Mortier
- Plaine du Chargeau
- Pot de la Casserole
- Pot de la Pache
- Pot de l'Ours
- Prapeyre
- Prapupuy
- Pré Bellet
- Revoulat
- Routay
- Saluce
- Scialet Derbou

### Risques naturels et technologiques

#### Risques sismiques
La commune de La Chapelle-en-Vercors a été touchée par des tremblements de terre d’intensité VI sur l’échelle MSK en 1962 puis en 1963. Le 25 avril 1962 à 5h47, un violent séisme d’intensité VIII a lieu en Isère ; il est ressenti jusqu’à Lyon et a encore une intensité de VI à La Chapelle-en-Vercors. Un an après, un autre séisme a lieu au même endroit, et est lui aussi fortement ressenti à La Chapelle-en-Vercors.

## Toponymie

### Attestations
Dictionnaire topographique du département de la Drôme :
- XIIIe siècle : La Chapella de la montagna (censier de l'évêché de Die).
- 1509 : mention de l'église Notre-Dame : ecclesia Beate Marie Capelle Vercorcii (visites épiscopales).
- 1521 : mention de la paroisse : cura Capelle Vercorcii (pouillé de Die).
- 1576 : Capella Vercorsii (rôle de décimes).
- 1613 : La Chappelle de Vercors (visites épiscopales).
- 1640 : La Chapele au Vercors (archives de la Drôme, B 159).
- 1644 : La Chapele (visites épiscopales).
- 1891 : La Chapelle-en-Vercors, commune, chef-lieu de canton de l'arrondissement de Die.

## Histoire

### Préhistoire
En 1885, des travaux sur la route au pied de la falaise en amont des Baraques, à Bobache, ont mis au jour des silex taillés. Deux abris sous roche furent fouillés en 1904 :
- Il y avait une station de chasseurs de marmottes, de bouquetins, de lièvres, et aussi de pêcheurs (harpon en bois de renne) dans la Vernaison.
- Deux époques sont représentées : la fin du Magdalénien (13000-10000 avant notre ère) et l'Épipaléolithique (Azilien, 8000 avant notre ère)[18].

### Antiquité
Le territoire relève de la tribu gauloise des Voconces,.
On peut noter quelques traces de la présence romaine, cependant, selon Abbé Jean-Louis Alexis Fillet, historien local; « Le Vercors ne fut pas de ces pays que les Romains tinrent à habiter ».

### Du Moyen Âge à la Révolution
La seigneurie :
- Au point de vue féodal, la Chapelle-en-Vercors était le chef-lieu d'un mandement qui fut premièrement appelé mandement de Rousset et de Ravel (1318 : mandamentum de Rivosico et Ravello (Livre blanc de l'évêché de Valence)) puis mandement de la Bâtie de Vercors.
- La terre appartint vraisemblablement d'abord aux comtes de Diois.
- Elle passe aux dauphins.
- 1253 : acquise par les évêques de Die qui en ont été les seigneurs jusqu'à la Révolution (voir La Bâtie, Ravel [?], Rousset [commune de Saint-Agnan-en-Vercors], Vercors).

1644 (démographie) : 144 familles.
Avant 1790, la Chapelle-en-Vercors était une communauté de l'élection de Montélimar, de la subdélégation de Crest et du bailliage de Die.

Elle formait une paroisse du diocèse de Die dont l'église était sous le vocable de Notre-Dame. Les dîmes appartenaient au curé. La cure était de la collation de l'évêque diocésain.

#### La Bâtie
Dictionnaire topographique du département de la Drôme :
- XIIIe siècle : La Bastia de la Montagna (censier de l'évêché de Die).
- 1253 : Bastida Ormoe (Columbi, De reb. episc. Valent. et Diens., 126).
- 1313 : Bastida in montibus Vernaysonis (cartulaire de Die, 100).
- 1329 : castrum Bastide de Vercors (Livre blanc de l'évêché de Valence).
- XIVe siècle : Bastida de Vecorcio (pouillé de Die).
- 1449 : Bastida Vecorcii (pouillé hist.).
- 1692 : La Bastie de Vercorps (inventaire de la chambre des comptes).
- XVIIIe siècle : Belle Bâtie (carte de Cassini).
- 1891 : La Bâtie, ruine et quartier de la commune de la Chapelle-en-Vercors. Ancien village remplacé vers la fin du XVe siècle par celui de la Chapelle-en-Vercors.

### De la Révolution à nos jours
En 1790, la Chapelle-en-Vercors devient le chef-lieu d'un canton du district de Die, comprenant la Chapelle-en-Vercors, Saint-Agnan, Saint-Julien-en-Vercors et Saint-Martin-en-Vercors.

La réorganisation de l'an VIII (1799-1800) a simplement ajouté à ce canton la commune de Vassieux.

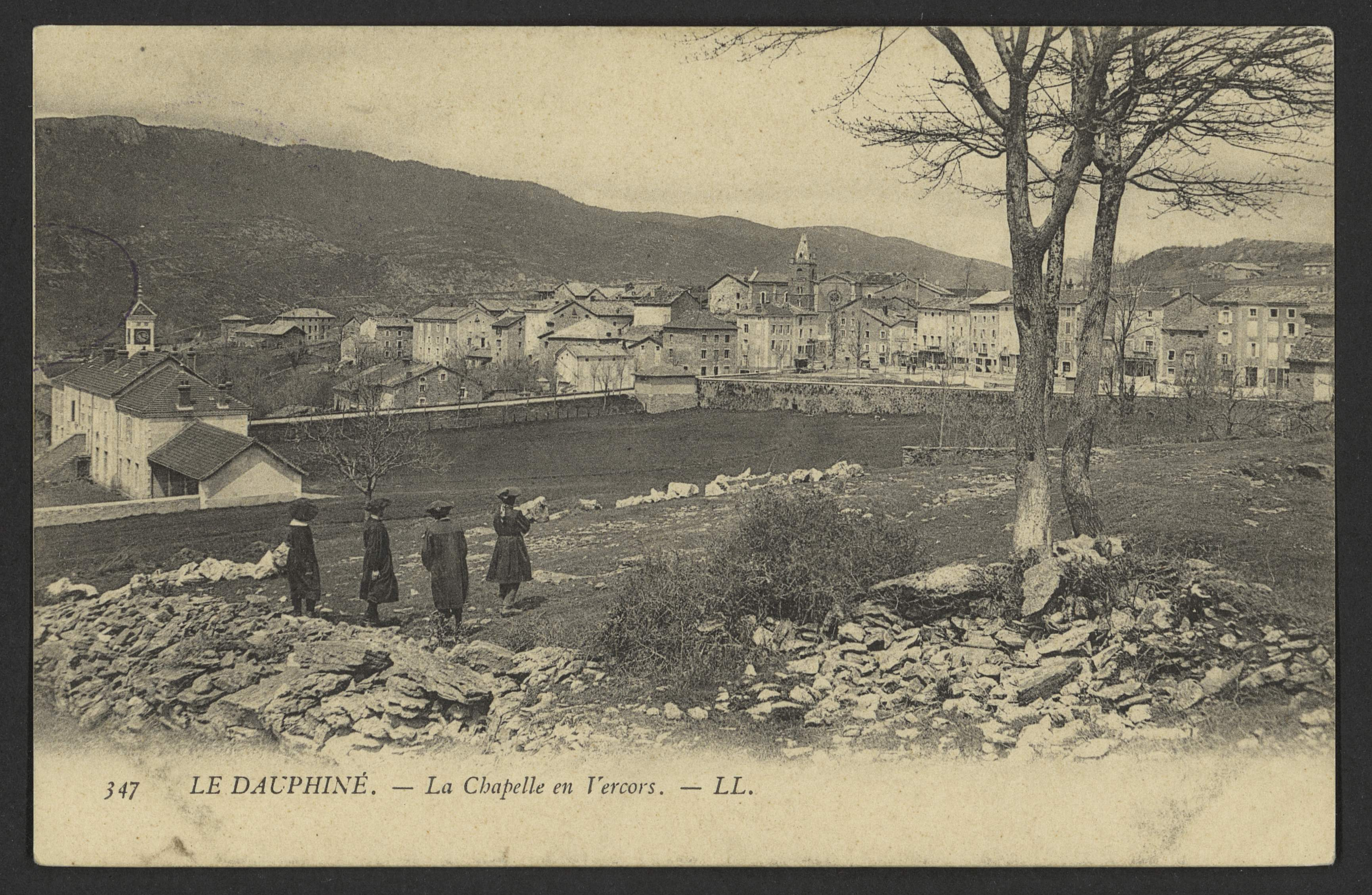
La Chapelle-en-Vercors.
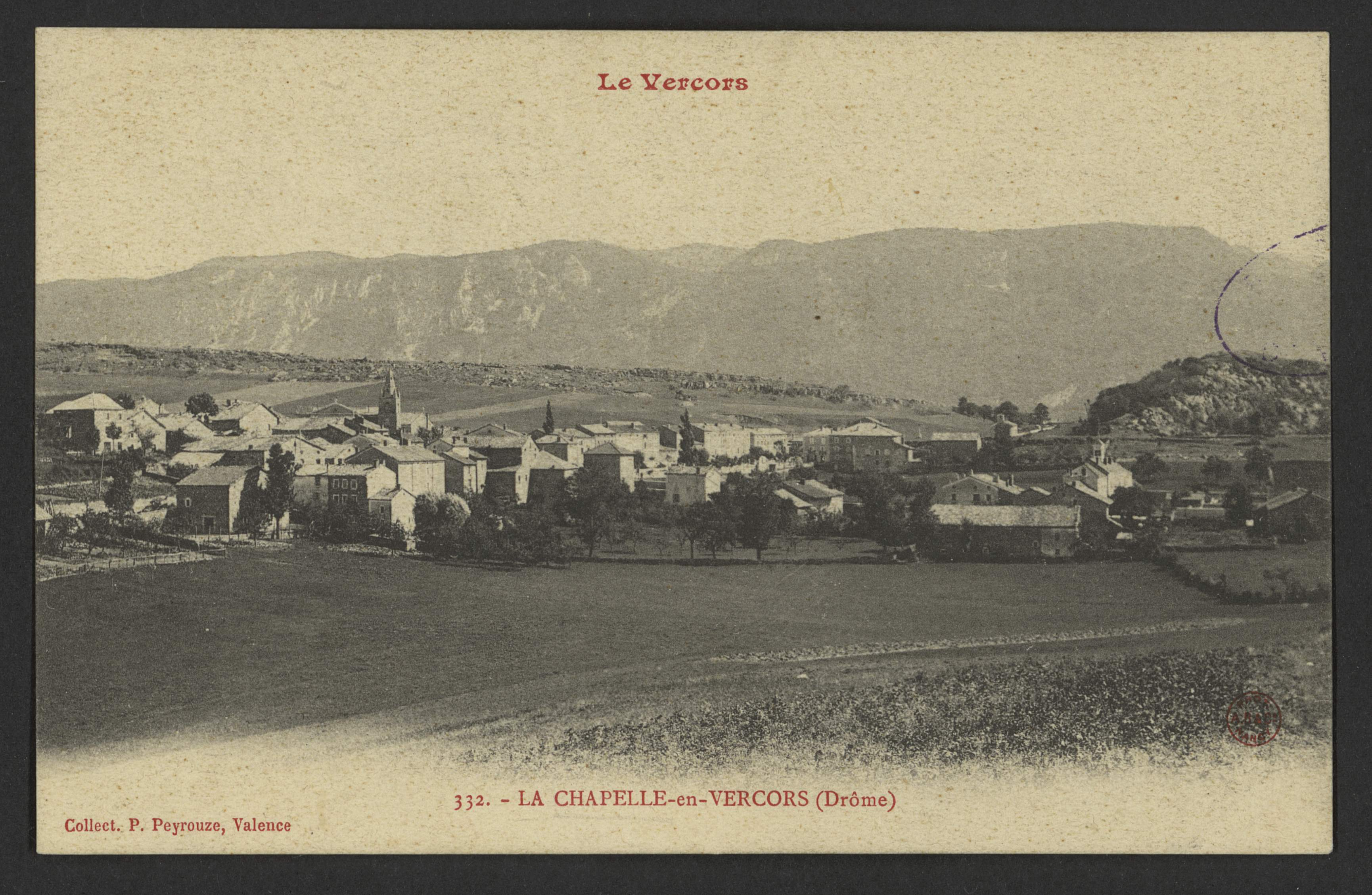
La Chapelle-en-Vercors.
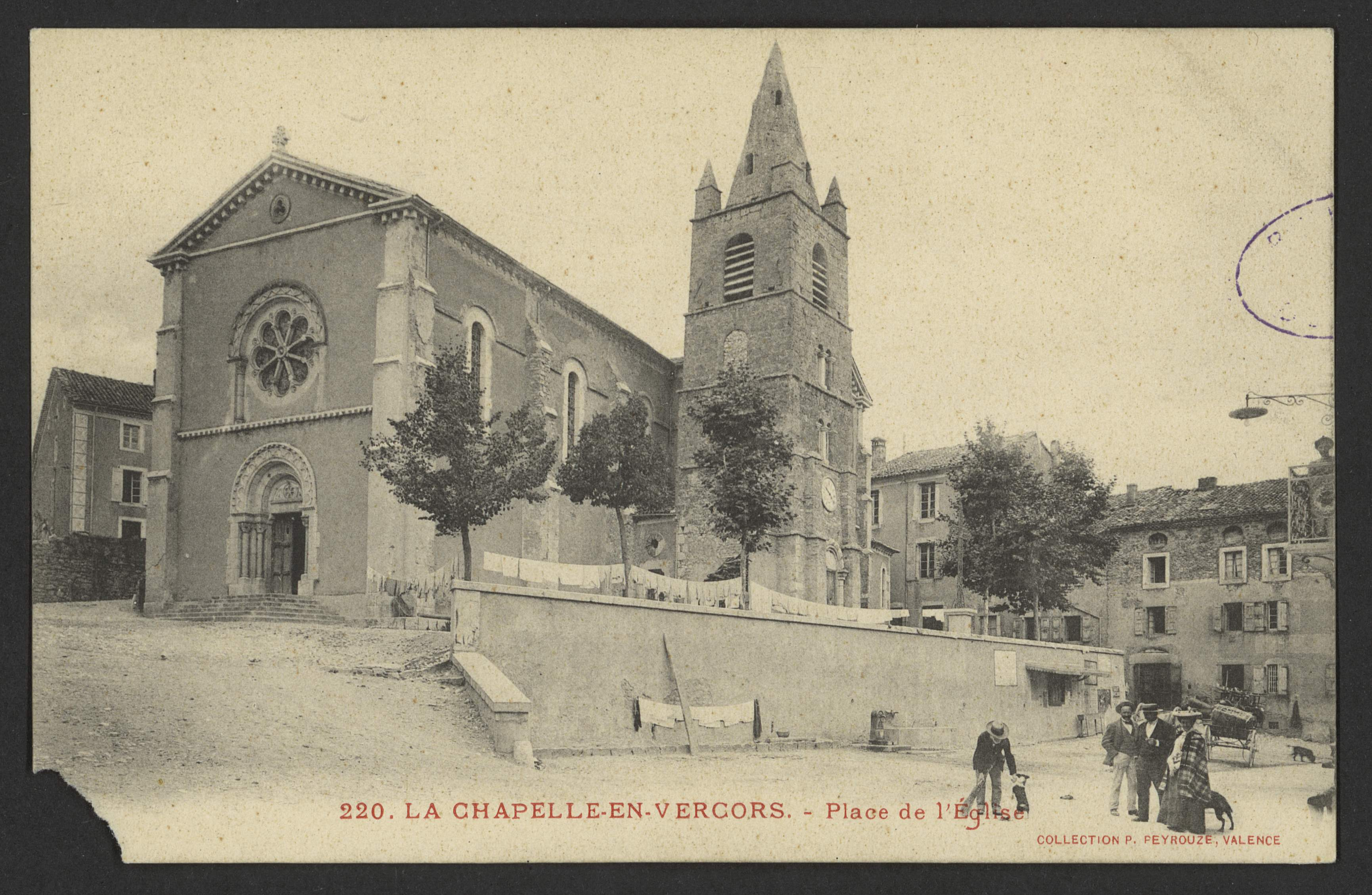
L'église.
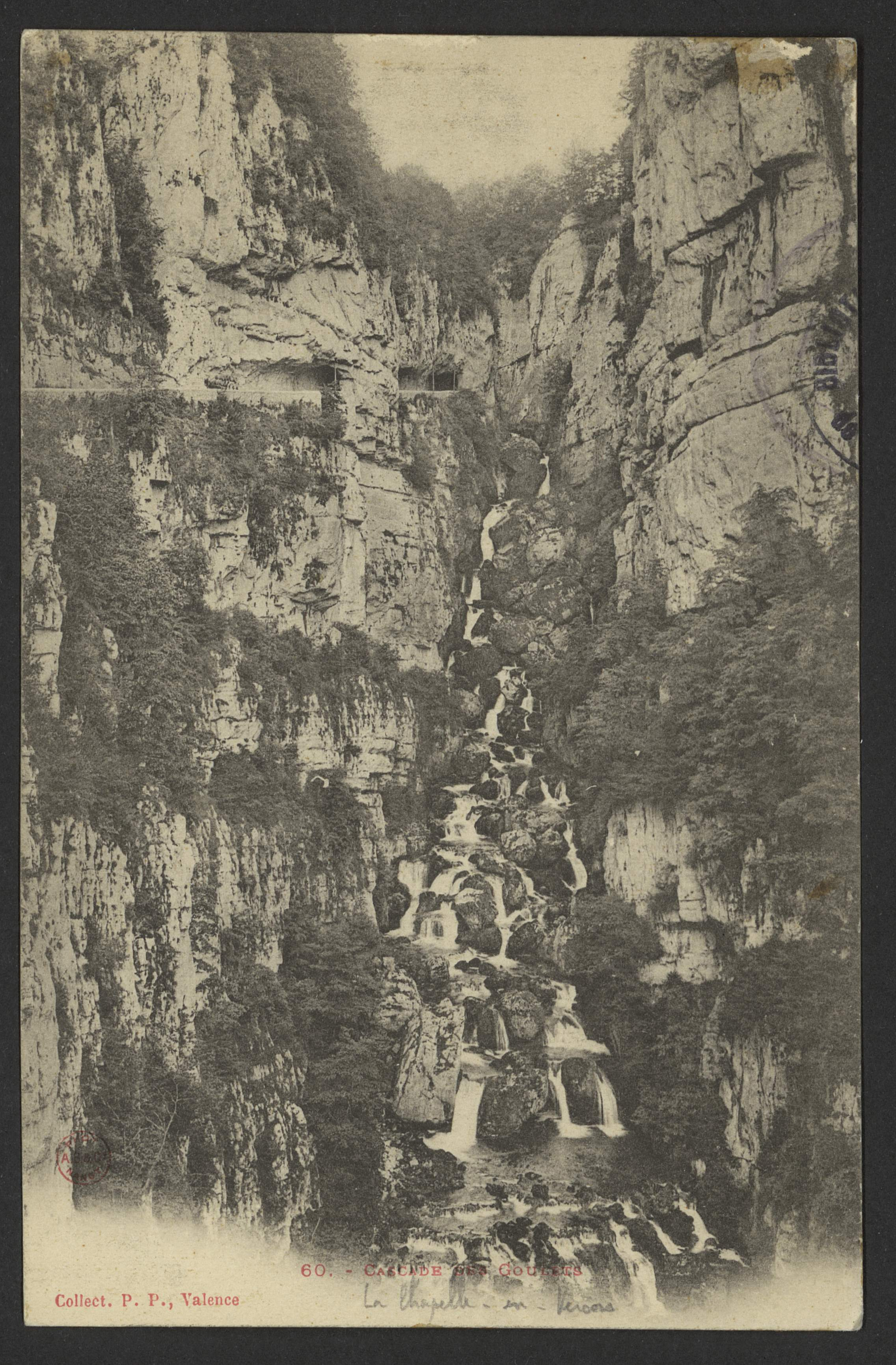
La cascade des Goulets.
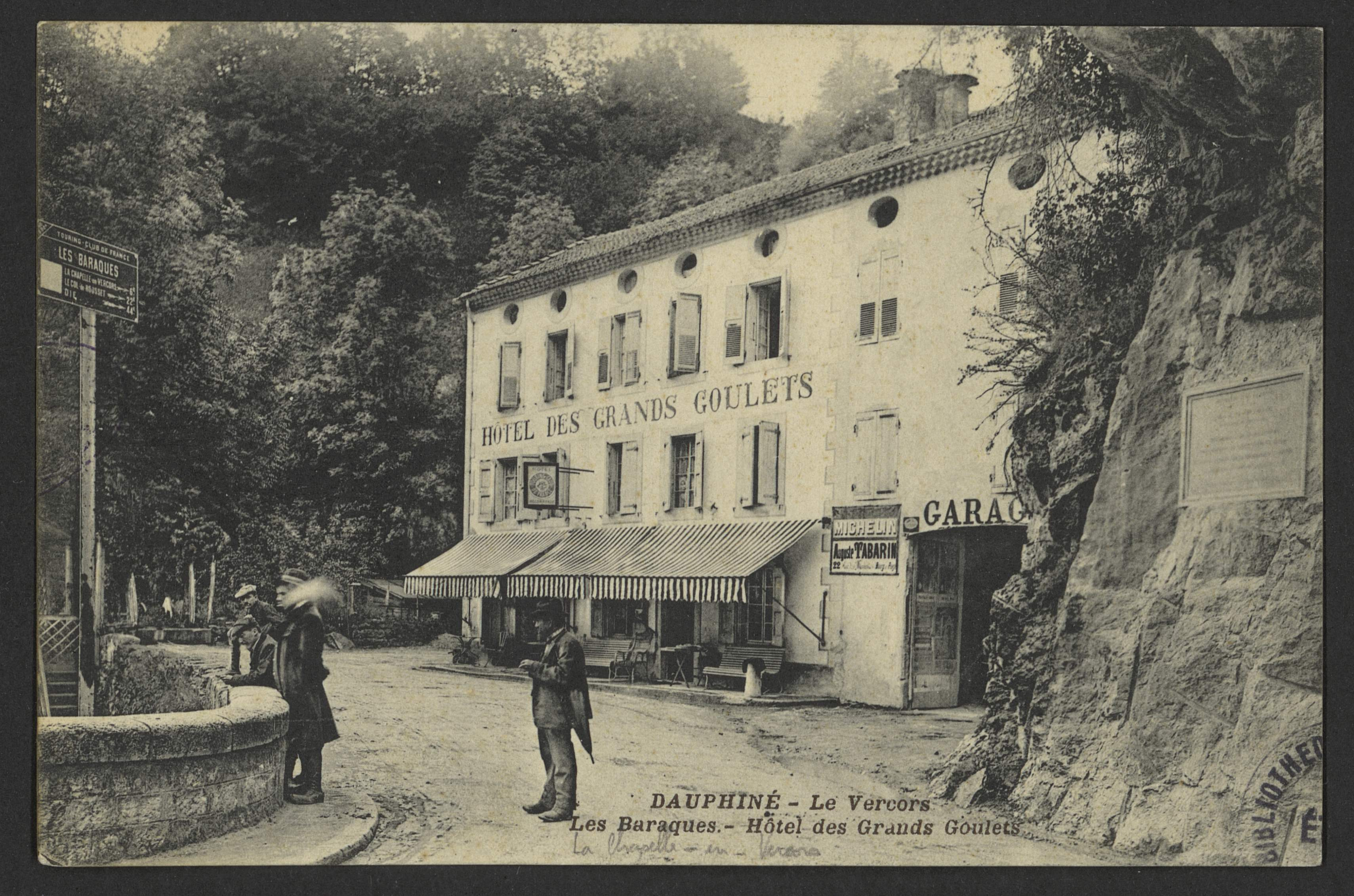
Les Grands-Goulets.

#### Seconde Guerre mondiale
À partir du 1er juillet 1944, les soldats allemands lancent de violentes offensives contre les maquisards et les habitants du Vercors. À la Chapelle-en-Vercors, les soldats recherchent armes et résistants. Ils exigent la collaboration du maire Élie Revol et du curé Pitavy. Ces derniers refusent[réf. nécessaire].
Le 25 juillet 1944, les soldats allemands incendient une centaine de maisons. La population est alors divisée en deux groupes : l'un rassemble les jeunes hommes, l'autre les hommes plus âgés, les femmes et les enfants. Ces derniers sont alors enfermés dans l'école. Le soir même, les Allemands fusillent seize jeunes hommes dans la cour de la ferme Albert. La ferme sera incendiée. Pour évoquer cet événement, une stèle en verre a été installée dans la cour de l'ancienne ferme et un espace muséographique (invitation au souvenir et au recueillement) a été créé afin de retracer les événements.
Les victimes :
- Allouard Jean (18 ans).
- Bouvet Aimé (17 ans).
- Bayoud René (19 ans).
- Benevène Pierre (36 ans).
- Borel Georges (37 ans).
- Chabert René (18 ans).
- Fontanabona Jules (23 ans).
- Fontanabona Nello (20 ans).
- Morin Paul (19 ans).
- Rochas Robert (19 ans).
- Rolland Léopold (19 ans).
- Rolland Maurice (17 ans).
- Rome Fernand (37 ans).
- Revol Roger (28 ans).

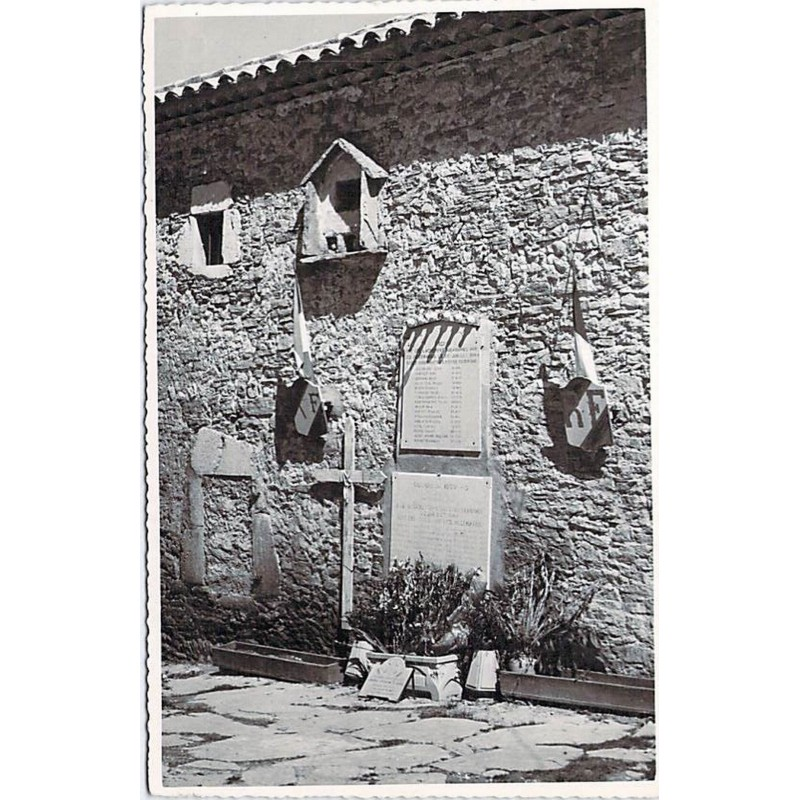
Le mur des fusillés.

- Saint-André Philippe (35 ans), père de Serge Saint-André (maire en 2012-2013) et exécuté devant ses yeux ; et grand-père de Philippe Saint-André, ancien rugbyman et ancien sélectionneur du XV de France de 2012 à 2015 prénommé ainsi en sa mémoire[24]. Philippe Saint-André a donné son nom à l’école de La Chapelle-en-Vercors. Il y a été instituteur de 1932 à 1944[25].
- Sitarz Stanislas (38 ans).

## Politique et administration

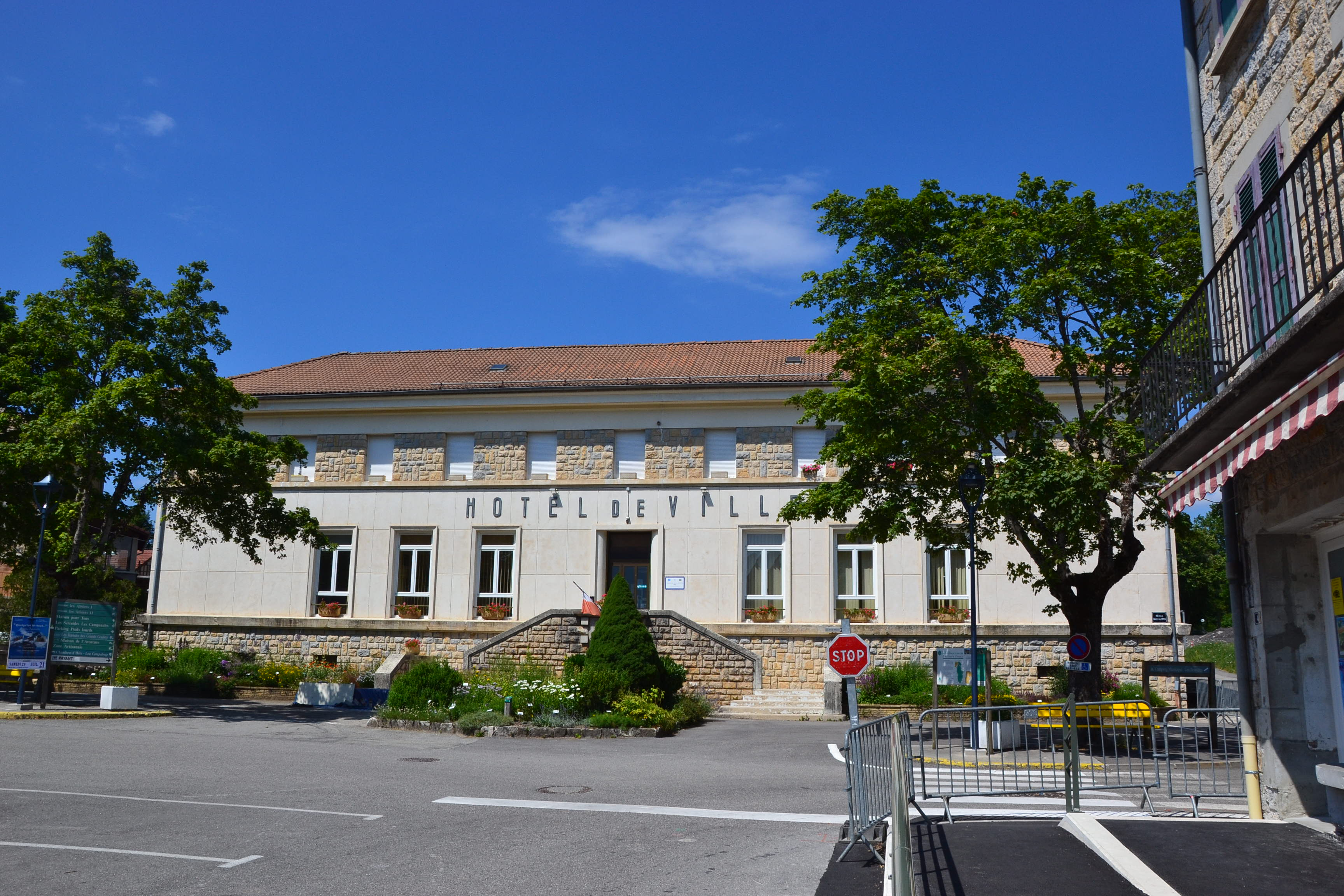
Mairie de La Chapelle-en-Vercors.

### Liste des maires
| Période                                                                      | Période                      | Identité                                | Étiquette | Qualité                                           |
| ---------------------------------------------------------------------------- | ---------------------------- | --------------------------------------- | --------- | ------------------------------------------------- |
| Les données manquantes sont à compléter. : de la Révolution au Second Empire |                              |                                         |           |                                                   |
| 1790                                                                         | 1871                         | ?                                       |           |                                                   |
| Les données manquantes sont à compléter. : depuis la fin du Second Empire    |                              |                                         |           |                                                   |
| 1871                                                                         | 1874                         | ?                                       |           |                                                   |
| 1874                                                                         | 1878                         | ?                                       |           |                                                   |
| 1878                                                                         | 1884                         | ?                                       |           |                                                   |
| 1884                                                                         | 1888                         | ?                                       |           |                                                   |
| 1888                                                                         | 1892                         | ?                                       |           |                                                   |
| 1892                                                                         | 1896                         | ?                                       |           |                                                   |
| 1896                                                                         | 1900                         | ?                                       |           |                                                   |
| 1900                                                                         | 1904                         | ?                                       |           |                                                   |
| 1904                                                                         | 1908                         | ?                                       |           |                                                   |
| 1908                                                                         | 1912                         | ?                                       |           |                                                   |
| 1912                                                                         | 1919                         | Ulysse Fernand                          |           |                                                   |
| 1919                                                                         | 1925                         | ?                                       |           |                                                   |
| 1925                                                                         | 1929                         | ?                                       |           |                                                   |
| 1929                                                                         | 1935                         | ?                                       |           |                                                   |
| 1935                                                                         | 1940                         | ?                                       |           |                                                   |
| 1940 (élection ?)                                                            | 1959                         | Élie Revol                              |           |                                                   |
| 1945                                                                         | 1959                         | Élie Revol                              |           | maire sortant                                     |
| 1959                                                                         | 1989                         | Louis Bonthoux                          |           | maire sortant conseiller général (1981-1988)      |
| 1989                                                                         | 1995                         | Bernard Tiévant                         |           |                                                   |
| 1995                                                                         | 2001                         | Régis Malsand                           | DVG       | président de la Communauté de communes du Vercors |
| 2001                                                                         | 2008                         | ?                                       |           |                                                   |
| 2008                                                                         | 2012                         | ?                                       |           |                                                   |
| février 2012                                                                 | 29 décembre 2013)            | Serge Saint-André                       |           | mort en cours de mandat                           |
| 2013                                                                         | 2014                         | ?                                       |           |                                                   |
| 2014                                                                         | 2020                         | Jacky Casasnovas                        | DVD       | retraité                                          |
| 2020                                                                         | En cours (au 2 février 2021) | Jean-Michel Tarin[source insuffisante], |           |                                                   |

### Rattachements administratifs et électoraux

Canton de La Chapelle-en-Vercors.

Depuis le 14 novembre 2016, La Chapelle en Vercors appartient à l'intercommunalité de Royans-Vercors dont le siège est à Saint-Jean-en-Royans et qui regroupe les communes de Saint-Jean-en-Royans, la Chapelle-en-Vercors, Bouvante, Échevis, la Motte-Fanjas, Le Chaffal, Léoncel, Oriol-en-Royans, Rochechinard, Saint-Agnan-en-Vercors, Saint-Martin-le-Colonel, Sainte-Eulalie-en-Royans, Saint-Thomas-en-Royans, Saint-Nazaire-en-Royans et Saint-Martin-en-Vercors.

## Population et société

### Démographie
L'évolution du nombre d'habitants est connue à travers les recensements de la population effectués dans la commune depuis 1793. Pour les communes de moins de 10 000 habitants, une enquête de recensement portant sur toute la population est réalisée tous les cinq ans, les populations de référence des années intermédiaires étant quant à elles estimées par interpolation ou extrapolation. Pour la commune, le premier recensement exhaustif entrant dans le cadre du nouveau dispositif a été réalisé en 2007.

En 2022, la commune comptait 772 habitants, en évolution de +10,44 % par rapport à 2016 (Drôme : +2,64 %, France hors Mayotte : +2,11 %).
| 1793  | 1800  | 1806  | 1821  | 1831  | 1836  | 1841  | 1846  | 1851  |
| ----- | ----- | ----- | ----- | ----- | ----- | ----- | ----- | ----- |
| 1 077 | 1 469 | 1 217 | 1 301 | 1 300 | 1 343 | 1 309 | 1 393 | 1 320 |

| 1856  | 1861  | 1866  | 1872  | 1876  | 1881  | 1886  | 1891  | 1896  |
| ----- | ----- | ----- | ----- | ----- | ----- | ----- | ----- | ----- |
| 1 228 | 1 262 | 1 320 | 1 279 | 1 219 | 1 266 | 1 203 | 1 180 | 1 120 |

| 1901  | 1906  | 1911 | 1921 | 1926 | 1931 | 1936 | 1946 | 1954 |
| ----- | ----- | ---- | ---- | ---- | ---- | ---- | ---- | ---- |
| 1 068 | 1 030 | 967  | 851  | 799  | 826  | 823  | 738  | 818  |

| 1962 | 1968 | 1975 | 1982 | 1990 | 1999 | 2006 | 2007 | 2012 |
| ---- | ---- | ---- | ---- | ---- | ---- | ---- | ---- | ---- |
| 738  | 722  | 675  | 653  | 628  | 662  | 674  | 674  | 677  |

| 2017 | 2022 | - | - | - | - | - | - | - |
| ---- | ---- | - | - | - | - | - | - | - |
| 713  | 772  | - | - | - | - | - | - | - |

### Services et équipements
La commune dispose d'une médiathèque-CDI qui fait partie, depuis 2016, du réseau des médiathèques du Royans-Vercors.

### Enseignement
La commune est rattachée à l'académie de Grenoble. L'école primaire publique Philippe Saint-André, du nom d'un instituteur exécuté dans la cour des fusillés et grand père de Philippe Saint-André, est le seul établissement scolaire du premier degré de la Chapelle-en-Vercors. Il se trouve dans l'avenue des Arbussiers. Le bâtiment actuel est inauguré le 22 novembre 2016. Il comporte une cantine, dont les repas sont préparés par le collège sport nature. En 2019, l'effectif de l'école se situe entre 70 et 80 élèves, divisés en 3 classes. Durant l'hiver, du ski et des raquettes sont proposés aux enfants.
Le collège sport nature de La Chapelle-en-Vercors se trouve dans l'avenue des Coquelicots. Il fut mis en place en 1982 et fonctionne grâce à la participation du Conseil Départemental de la Drôme et de l'Éducation nationale. Ce collège propose plusieurs sports en plus de ceux proposés par l'Éducation Physique et Sportive (EPS). Les sports d'Activité Physique de Pleine Nature (APPN) disponibles sont l'escalade, la course d'orientation, le VTT et l'équitation. Du ski alpin et du ski de fond sont pratiqués en hiver. En plus de l'APPN, des sections sportives de biathlon et d’équitation sont proposées aux élèves.

### Manifestations culturelles et festivités
- Fête patronale : le 13 juin[19].
- Cérémonie anniversaire de la Résistance : le 25 juillet[19].

### Loisirs
- Pêche[19].
- Randonnées : GR de Pays Tour du Vercors Drômois[1].
- Ski de fond (foyer du col de Carri)[1].
- Spéléologie (Maison de la Spéléologie)[19].

### Sports
- Centre sportif : équitation (randonnées équestres), ski, aéro-club, vol à voile[19].
- L’école de rugby du Vercors Rugby a été créée en 2008, par Serge Saint-André (décédé en décembre 2013). Ce dernier est le père de Philippe Saint-André, joueur de l’équipe de France, entraîneur du Rugby Club Toulonnais et sélectionneur de l’équipe de France. Philippe est le parrain du club qui accueille de jeunes joueurs et joueuses de six à quatorze ans. Ces derniers rejoignent ensuite le Sporting Club Royanais[35] de Saint-Jean-en-Royans afin de poursuivre leur passion dans les catégories supérieures. Le club compte une vingtaine de licenciés. Le logo du club est un ours tenant dans ses pattes un ballon de rugby, symbolisant la force des joueurs du Vercors[36].)
- La course d'orientation est un sport qui est présent notamment grâce au LOV (Loisir Orientation Vercors)[37].
- Le club d'équitation "Le Vercors à Cheval" fondé par Pierre Guillaume Blache : guide de tourisme équestre, champion de France de TREC en 2003, et champion d’Europe en équipe et en individuel en 2006. Il est aussi champion du monde de cette discipline. Le club propose des randonnées pour les adolescents et les adultes, mais aussi des stages d’équitation et des activités comme le ski joëring ou les stages chiens de traîneau l’hiver. Le Centre Équestre accueille les élèves du Collège sport nature de La Chapelle en Vercors et du Lycée sportif de Villard-de-Lans pour la section sportive équitation. Le Centre Équestre, labellisé sport études par la Fédération Française d'Equitation, est classé Meilleur Sport Etudes de France en 2016 et deuxième en 2019.[38]

### Médias
- Presse locale et régionale :

Le quotidien régional historique des Alpes tirant à grand tirage est Le Dauphiné libéré. Celui-ci consacre, chaque jour, y compris le dimanche, dans son édition locale, un ou plusieurs articles à l'actualité du village, ainsi que des informations sur les éventuelles manifestations locales, les travaux routiers, et autres événements divers à caractère local au niveau de la commune de Saint-Martin-en-Vercors.
Il existe aussi d'autres journaux, comme les hebdomadaires L'Agriculture Drômoise et  Drôme Hebdo (anciennement Peuple libre).
Ici Drôme Ardèche est une radio publique diffusée sur tout le territoire du département de la Drome.

### Cultes
La communauté catholique de la commune et son église (propriété de la commune) est rattachée à la « Paroisse Sainte-Marie en Royans-Vercors ». Celle-ci dépend du diocèse de Valence dont elle dépend. Ce secteur géographique de la vie religieuse catholique couvre l'ensemble des communes du plateau du Vercors ainsi que du Royans.
Pierre Vignon est prêtre à La Chapelle-en-Vercors.

## Économie

### Agriculture
En 1992 : bois, pâturages (bovins).
- Marché : il se situe sur la place Piétri de La Chapelle en Vercors les jeudis et les samedis (l’été) de 7h30 à 12h30[41].
- Foires[41].

### Commerce et artisanat
Le centre du village héberge de nombreuses enseignes commerciales de détail et divers boutiques d'artisans locaux ainsi que des hôtels et des restaurants.

### Tourisme
- Station climatique et sylvatique[19].

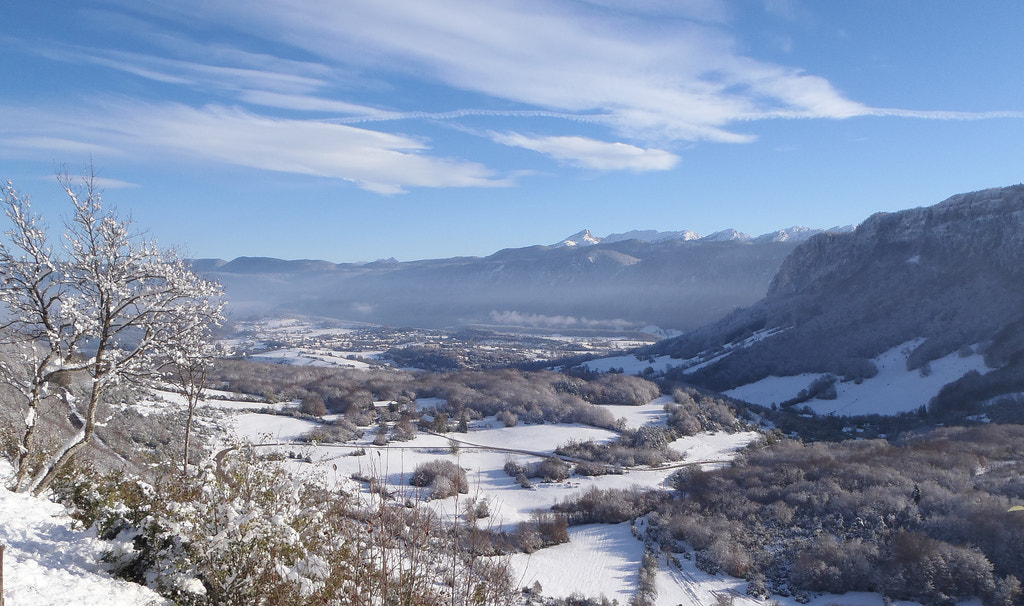
La Chapelle-en-Vercors en hiver.

- Un office de tourisme cantonal est ouvert toute l'année au centre du village[42].
- Vallée de Loscence, avec le centre de vacances de la ville de Noisy-le-Sec[réf. nécessaire].

## Culture locale et patrimoine

### Lieux et monuments

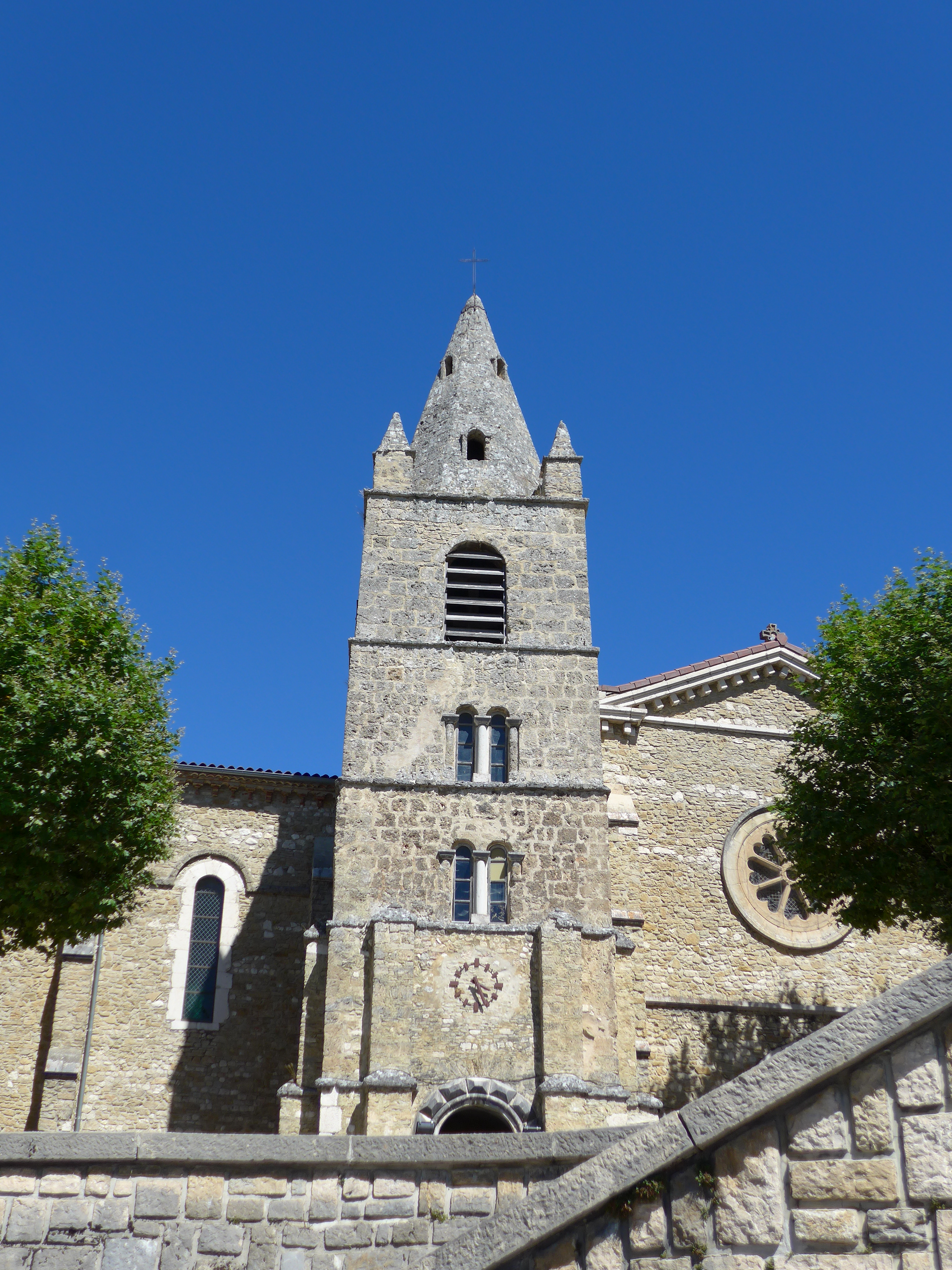
Église Notre Dame.

- Église (restaurée) : clocher du XIIIe siècle[19].

Église Notre-Dame des XVIe et XVIIe siècles dont le clocher a été classé monument historique.
- Chapelle Saint-Antoine du XIIIe siècle[19].
- Fontaine aux Ours[19].
- Cour et mur des Fusillés (classé MH) : son espace muséographique, en mémoire des seize jeunes fusillés par les nazis.
- Cimetière national[19].

La Bâtie : Foire Vieille, vestiges de l'agglomération fortifiée médiévale de La Bâtie de Vercors (ou de l'Orme)[réf. nécessaire].

### Patrimoine naturel
- Forêts et flore alpine[19].
- Sites des Grands-Goulets (classé MH) et de la Vernaison (la Grande Cascade)[19].
- Grottes et scialets dont:
  - Grotte de la Draye Blanche[1], sur la route entre Vassieux-en-Vercors et La Chapelle-en-Vercors. On accède à une salle immense remarquable par la richesse des couleurs[réf. nécessaire]) ;
  - Grotte de l'Ours[1] ;
  - Grotte des Fées[1] ;
  - Grotte des Ferrières[1].

La commune fait partie du Parc naturel régional du Vercors).
La commune fait partie de l'association Villages Botaniques de la Drôme qui « regroupe et anime dix communes du département et dix associations qui gèrent un circuit botanique ; chaque circuit présente une collection de végétaux sur un thème choisi »,.

### Personnalités liées à la commune
- Philippe Saint-André, joueur de rugby à XV et ancien capitaine de l'équipe de France,
- Monique Guyot (1906 -2001), directrice de la pension Sainte-Marie à Villard-de-Lans et résidente à La Chapelle-en-Vercors (secteur de Loscence), est l'auteur d'un journal intime publié en 2021 sous le titre Journal d'une pétainiste avec des annotations de Philippe Laborie. Il été écrit entre janvier 1944 et mai 1945 et relate des faits survenus dans la région durant cette période[46]. Ce livre est publié aux Presses Universitaires de Grenoble[47].
- Janot Lamberton (né en 1945 à La Chapelle-en-Vercors) : glacionaute (spéléologue spécialisé dans l'exploration des glaciers)[48].
- Raphaël Poirée (né en 1974) : biathlète. Il a grandi à La Chapelle-en-Vercors. Son épouse est Liv Grete Poirée, biathlète elle aussi.
- Pierre-Guillaume Blache, champion du monde de TREC par équipe[réf. nécessaire].

### Héraldique, logotype et devise
| Blason de Chapelle en Vercors (La) | Blason  | De gueules aux trois vermisseaux d'argent.       |
| Blason de Chapelle en Vercors (La) | Détails | Le statut officiel du blason reste à déterminer. |
| Blason de Chapelle en Vercors (La) | Alias   | De gueules aux trois vermisseaux d'argent.       |

| Blason de Chapelle en Vercors (La) | Blason  | De gueules au chamois d’or sur une montagne du même ; au chef cousu de sinople chargé de trois sapins d’or. |
| Blason de Chapelle en Vercors (La) | Détails | Le statut officiel du blason reste à déterminer.                                                            |
| Blason de Chapelle en Vercors (La) | Alias   | De gueules au chamois d’or sur une montagne du même ; au chef cousu de sinople chargé de trois sapins d’or. |